# La Chapelle-aux-Chasses
La Chapelle-aux-Chasses är en kommun i departementet Allier i regionen Auvergne-Rhône-Alpes i de centrala delarna av Frankrike. Kommunen ligger  i kantonen Chevagnes som ligger i arrondissementet Moulins. År 2022 hade La Chapelle-aux-Chasses 197 invånare.

## Befolkningsutveckling
Antalet invånare i kommunen La Chapelle-aux-Chasses
Referens: INSEE